# Kaan Yıldırım
Kaan Yıldırım (* 24. Dezember 1986 in Istanbul) ist ein türkischer Schauspieler.

## Leben und Karriere
Yıldırım wurde am 24. Dezember 1986 in Istanbul geboren. Sein Vater, Hakan Yıldırım, ist Inhaber eines Medizinunternehmens. Er studierte an der Brunel University. Danach setzte er sein Studium an der Başkent İletişim Bilimleri Akademisi fort.
Sein Debüt gab er 2013 in der Fernsehserie Kayıp. Seinen Durchbruch hatte Yıldırım 2014 in der Serie Ulan İstanbul. Anschließend spielte er 2015 in Adı Mutluluk mit. Unter anderem bekam er 2019 in der Serie Hekimoğlu die Hauptrolle.

## Privates
Am 14. Mai 2016 heiratete er die türkische Schauspielerin Ezgi Eyüboğlu im Esma Sultan Yalısı in Ortaköy. Das Paar ließ sich jedoch am 26. Juni 2019 scheiden. Am 17. September 2024 heiratete er die Schauspielerin Pınar Deniz.

## Filmografie
Filme
- 2014: Ümmü Sıbyan: Zifir
- 2015: Yok Artık!
- 2016: Yok Artık 2!
- 2017: Bölük
- 2020: Gelincik

Serien
- 2013: Kayıp
- 2014–2015: Ulan İstanbul
- 2015: Adı Mutluluk
- 2016: Kalbim Yangın Yeri
- 2017: Klavye Delikanlıları
- 2018: İnsanlık Suçu
- 2019: Halka
- 2019–2021: Hekimoğlu
- 2022–2023: Sipahi